# Gerolamo Radice
Gerolamo Radice Fossati (Milano, 11 novembre 1883 – Milano, 19 novembre 1948) è stato un calciatore, pilota automobilistico, dirigente sportivo e arbitro di calcio italiano; aveva il ruolo di portiere.

## Carriera

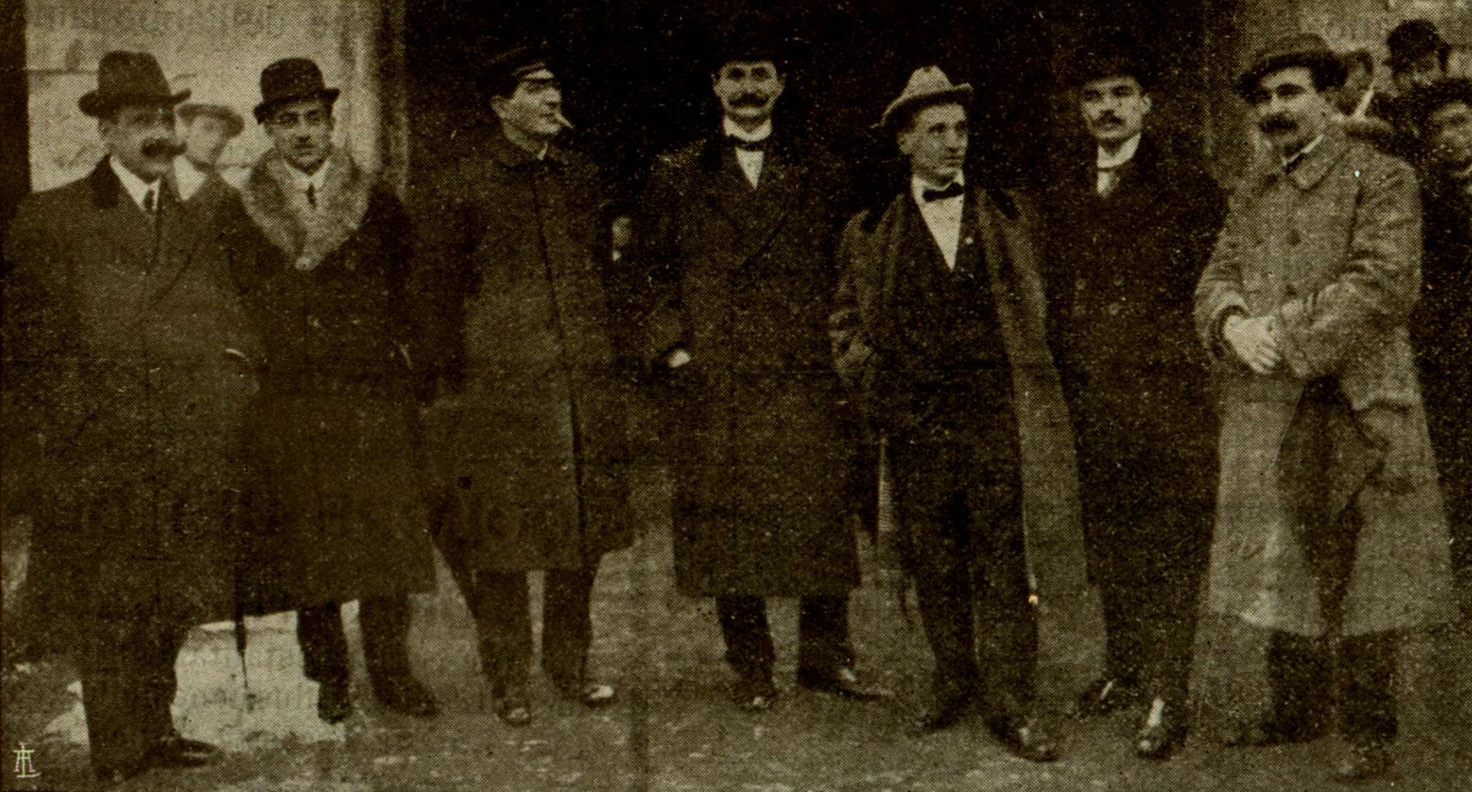
Con alcuni dirigenti federali il 6 gennaio 1911 (partita Italia-Ungheria 1-0). Da sin.
Piero Albertini, Gandini, Camperio, Radice, Scarioni, Hugo Rietmann e Magni.

Segnalato in rosa dal 1902, Radice giocò tra i giovani fin quando, con la vittoria del Seconda Categoria del 1906, fu giudicato pronto a vestire la maglia titolare del Milan per quattro stagioni, una delle quali non vide i rossoneri impegnati in competizioni ufficiali, indossando la fascia di capitano nel 1909.
Con i rossoneri vinse il campionato del 1907, dove disputò 6 partite subendo 3 gol, tutti nel girone finale nelle due partite pareggiate contro il Torino.
Nel corso della prima guerra mondiale ricevette un'onorificenza al valor militare.
Riposa nell'edicola familiare al cimitero di Brusuglio.

## Palmarès

### Calciatore

#### Club

##### Competizioni nazionali
- Campionato italiano: 1

Milan: 1907
- Seconda Categoria: 1

Milan: 1906

##### Altre Competizioni
- Torneo FGNI: 1

Milan: 1906